# Joseph Donnard
Joseph Donnard (Ploujean, 22 marzo 1932) è un ex calciatore francese, di ruolo difensore.

## Carriera

### Calciatore
Donnard giunse al Rennes proveniente dallo SO Cholet. Con i rossoneri esordì nel pareggio esterno di campionato per 4-4 contro il Lilla, ottenendo il dodicesimo posto nella Division 1 1958-1959.
Nel settembre 1959, visto che gli venne preferito nel ruolo René Cédolin, passò ai cadetti del Grenoble. Primo successo con i biancoblu fu la vittoria della Division 2 1959-1960. La stagione seguente in Division 1 si concluse con la retrocessione nella serie inferiore.
Il ritorno in massima serie è però immediato, grazie al primo posto nella Division 2 1961-1962. 
Con il Grenoble raggiunse nell'estate seguente la finale della Coppa delle Alpi, persa contro gli italiani del Genoa che si imposero per 1-0.
La permanenza nella massima serie con i biancoblu dura solo una stagione, e Donnard militerà nel Grenoble sino al 1964, quando passò all'Angoulême
Con il club aquitano giocò nella serie cadetta nella stagione 1965-1966, ottenendo il dodicesimo posto finale.
Chiuse la carriera agonistica nell'AAJ Blois.

### Allenatore
Nella stagione 1974-1975 ha allenato l'Abbeville.

## Palmarès

### Competizioni nazionali
- Division 2: 2

Grenoble: 1959-1960, 1961-1962